# جوزفين فروليش
جوزفين فروليش (بالألمانية: Josephine Fröhlich)‏ هي مغنية أوبرا نمساوية، ولدت في 12 ديسمبر 1803 في فيينا في النمسا، وتوفيت في 7 مايو 1878.